# BYU Vocal Point
BYU Vocal Point ist eine aus neun Sängern bestehende A-cappella-Gruppe. Sie hat ihren Sitz in Provo, Utah. Die Abkürzung BYU in ihrem Namen verweist auf die dortige konfessionelle Brigham Young University.

## Bandgeschichte
Die Gruppe wurde im Jahr 1991 als Vocal Point von Bob Ahlander und Dave Boyce, beide Studenten an der Brigham Young University, gegründet. Bereits das erste Konzert der Gruppe war ausverkauft und ihr erstes Album If Rocks Could Sing erschien. Die Gruppe war bereits nach drei Jahren so erfolgreich, dass der Direktor des Fachgebiets Musik (School of Music) der Universität der Meinung war, sie offiziell in die Universität einzugliedern, daher der Namenszusatz BYU.
Anfang der 2000er Jahre gewann die Gruppe zweimal das regionale Halbfinale für die internationalen Meisterschaften des Collegiate A Cappella, jedoch weigerten sie sich beide Male aus religiösen Gründen, am Finale in New York City teilzunehmen, da dieses jeweils an einem Sonntag stattfand. Nach dem dritten Halbfinalgewinn im Jahr 2006 konnten sie endlich am Finale teilnehmen, weil es dieses Mal an einem Samstag stattfand. Dort wurden sie zum Internationalen Champion gewählt.
Es gibt häufig einen Wechsel bei den Mitgliedern der Gruppe. 
Die Gruppe ist bis heute erfolgreich.

## Mitglieder
Die derzeitigen Mitglieder der Gruppe sind:
- McKay Dalley (seit 2024)
- Hyrum Jackson (seit 2022)
- Sterling Stowell (seit 2023)
- Josh Thorne (seit 2023)

## Diskographie
Bis Back in Blue firmierte die Gruppe als Vocal Point, danach als Brigham Young University Vocal Point (BYU Vocal Point).

### Alben
- 1991: If Rocks Could Sing
- 1994: Instruments not Included
- 1996: Fatter Than Ever
- 1999: Mouthing Off
- 2003: Grand Slam
- 2004: Standing Room Only
- 2008: Nonstop
- 2011: Back in Blue
- 2012: Lead Thou Me On
- 2014: Spectrum
- 2015: He Is Born
- 2016: Music Video Hits, Vol. 1
- 2018: Music Video Hits, Vol. 2
- 2020: Vocal Point
- 2021: Grace
- 2022: Magic: Disney Through Time

### Bekannte Lieder der Gruppe
In Klammern werden die Leadsänger angegeben.
- Beauty and the Beast Medley mit den Liedern Belle, Be Our Guest und Beauty and the Beast (mit Lexi Walker) (Lexi Walker, Logan Shelton) mit mehr als 5 Millionen Aufrufen bei YouTube
- Brave (Scott Shattuck, Andy Nielsen)
- Circle of Life
- Danny Boy (Keith Evans)
- Drag Me Down / As Long As You Love Me (Logan Shelton, Jordan Hale, Kyle Lemperle, Bryce Romney, Adam Heimbigner)
- Go the Distance (mit The All-American Boys Chorus) (Kyle Lemperle) mit mehr als 5 Millionen Aufrufen bei YouTube
- Happy (Bryce Romney, Devin Flake, Scott Shattuck)
- Homeward Bound (mit The All-American Boys Chorus) (Jordan Hale)
- I Lived (Bryce Romney, Kyle Lemperle)
- In Christ Alone (David Steele, Jantzen Dalley, Logan Shelton)
- I Stand All Amazed (Jantzen Dalley, Jason Bromley)
- It Is Well with My Soul (Logan Shelton, Kyle Lemperle) mit mehr als 5 Millionen Aufrufen bei YouTube
- Nearer, My God, to Thee (James Stevens) mit mehr als 25 Millionen Aufrufen bei YouTube
- The Greatest Showman A Cappella Mashup (als BYU Vocal Point & Friends) (Logan Shelton, Jantzen Dalley, Darla Davis, Jason Bromley, Eleisha Garrett)
- When She Loved Me (Jordan Hale)
- You Raise Me Up (Jantzen Dalley, Logan Shelton, James Thorup) mit mehr als 5 Millionen Aufrufen bei YouTube
- You Will Be Found (Jantzen Dalley, Logan Shelton)

## Auszeichnung
- 2006: Sieger der internationalen Meisterschaften des Collegiate A Cappella in New York City[2]